# 圣福里安门

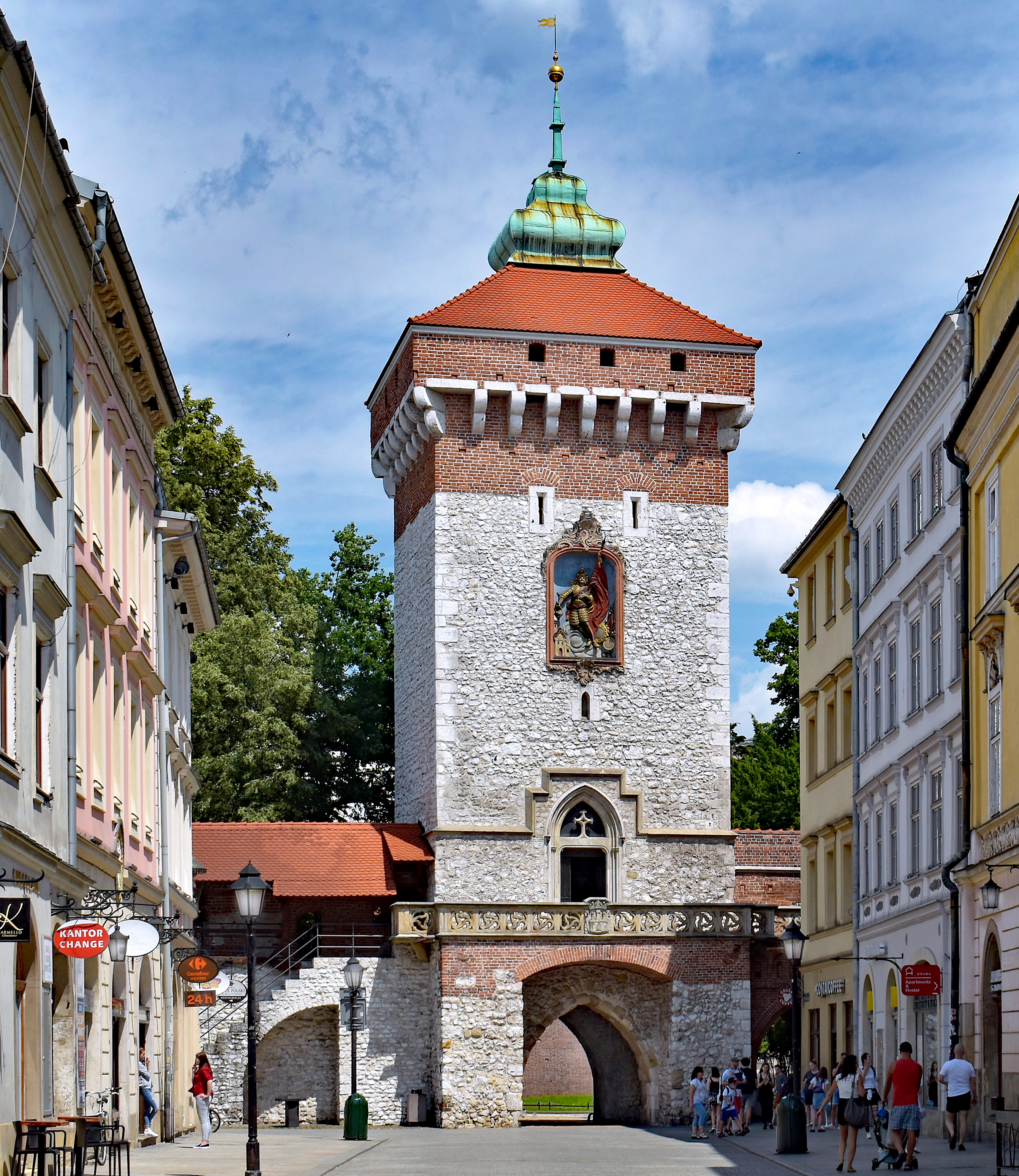
圣福里安门

圣福里安门(波蘭語：Brama Floriańska)位于波兰克拉科夫，是一座著名的波兰哥特式塔楼，建于14世纪初，使用红色花岗岩砌筑，是克拉科夫老城防御工事的一部分。

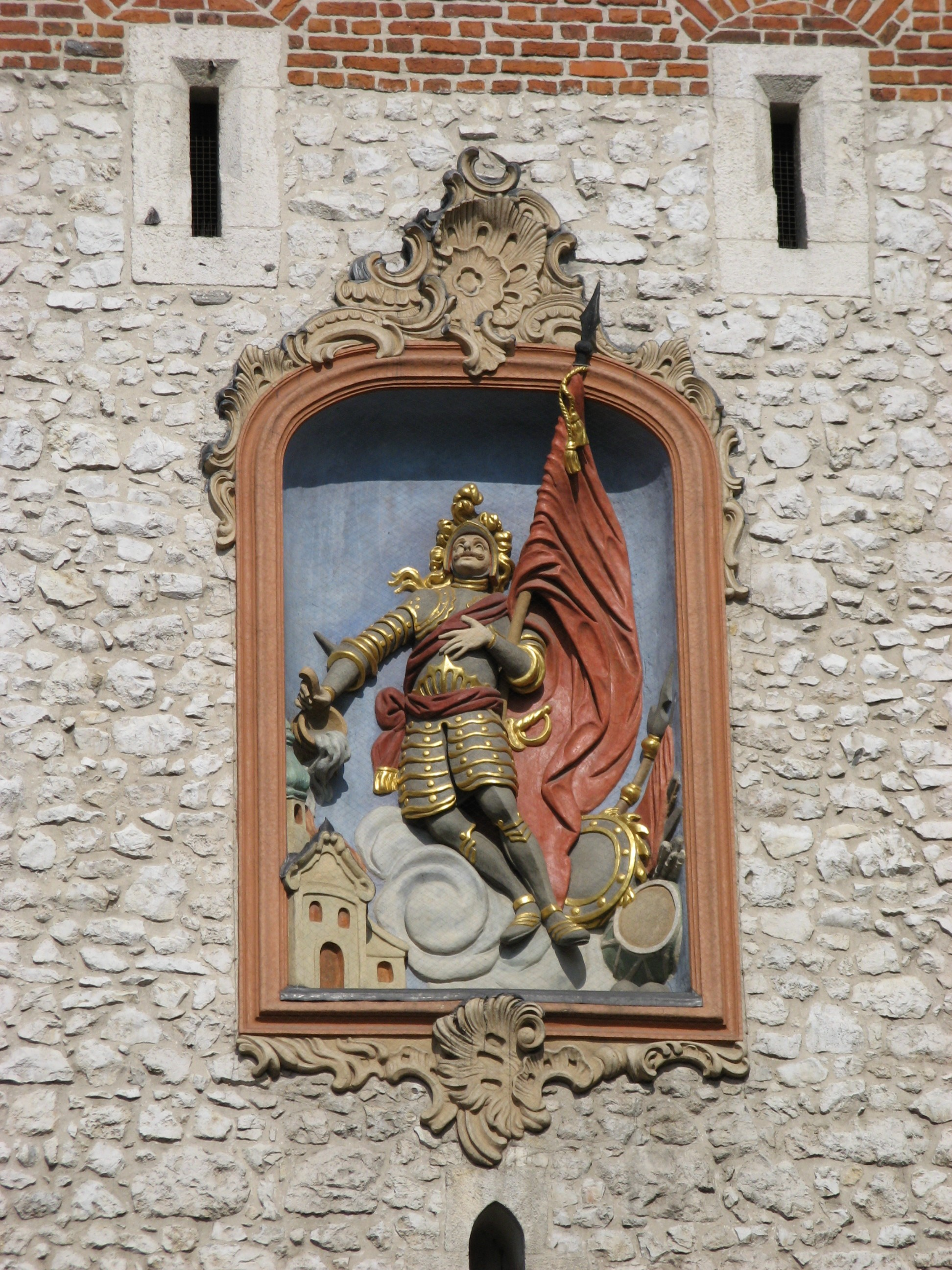
圣福里安雕像

1241年，鞑靼人摧毁了大半个城市，1285年修建防御工事，圣福里安门以圣徒福里安命名，为克拉科夫老城的主要入口。上有圣徒福里安雕像。
塔楼高33.5米。克拉科夫的皇家之路始于圣福里安门，经圣福里安街（ulica Floriańska）通往中央集市广场（波兰语：Rynek Główny w Krakowie）。